# Sibylle (Corot)
Pour les articles homonymes, voir Sibylle (homonymie).
Sibylle est une peinture du XIXe siècle de l'artiste français Jean-Baptiste Camille Corot. 
Réalisé à la peinture à l'huile sur toile, le tableau représente un personnage féminin tenant une rose rouge vu du profil droit, la tête tournée vers le spectateur. La peinture est actuellement conservée dans les collections du Metropolitan Museum of Art.